# Palabra de Sabiduría

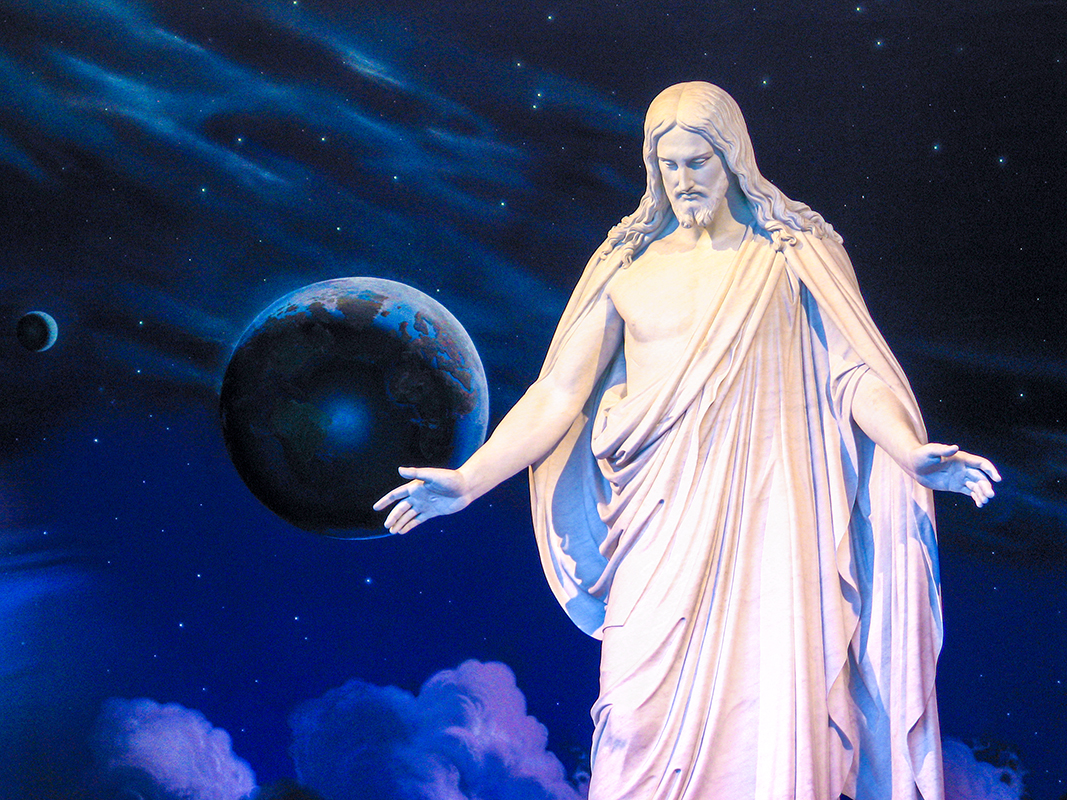
Estatua de Jesús símbolo de sabiduría y amor

La Palabra de Sabiduría es el nombre del código de salud practicado por los miembros de La Iglesia de Jesucristo de los Santos de los Últimos Días (IJSUD), y su estricta práctica es un requisito para acceder al bautismo y a sus templos.
Este término es usado en el libro Doctrina y Convenios, escrito por el estadounidense Joseph Smith, fundador del Movimiento de los Santos de los Últimos Días, y aparece en distintas secciones del libro, dependiendo de su edición. En la edición actual publicada por la Iglesia de Jesucristo de los Santos de los Últimos Días, el término se menciona en la sección 89, mientras que en la edición publicada por la Comunidad de Cristo aparece en la sección 86.
Según Joseph Smith, este recibió la «Palabra de Sabiduría» en 1833 en calidad de revelación divina. Luego de la muerte de Smith, Brigham Young, su sucesor en el territorio de Utah, declaró que la revelación había sido recibida en respuesta a desafíos encontrados durante la conducción de reuniones en el hogar de los Smith.

## Fundamentos de la Palabra de Sabiduría
Los miembros de la Iglesia de Jesucristo de los Santos de los Últimos Días deben abstenerse estrictamente de consumir:
- Té
- Café
- Bebidas alcohólicas
- Tabaco
- Drogas

La Palabra de Sabiduría también recomienda el consumo moderado de otros alimentos, como por ejemplo la carne roja.